# Vyvyan Holland
Vyvyan Holland (3 novembre 1886 – 10 octobre 1967), né Vyvyan Oscar Beresford Wilde à Londres, est un auteur et un traducteur britannique.
Il est le second fils d’Oscar Wilde et de Constance Lloyd. Il est l'arrière-petit-fils de John Horatio Lloyd, le petit-fils d'Horace Lloyd et de Jane Wilde et le cousin germain d'Otho Lloyd, d'Arthur Cravan et de Dorothy Wilde. Il est le neveu de Willie Wilde et Otho Holland Lloyd, et le frère cadet de Cyril Holland.

## Biographie

### Enfance
Oscar Wilde et sa femme, Constance Lloyd, enregistrent la naissance de leur second fils, Vyvyan, plusieurs semaines après sa naissance, au point d'en oublier la date exacte. Le 3 du mois de novembre est donc enregistré sans aucune certitude d'exactitude. John Ruskin refuse de devenir le parrain de l'enfant, s'estimant trop vieux. Pour le remplacer, le peintre Mortimer Menpes est choisi. Il offre à Vyvyan comme cadeau de baptême plusieurs de ses gravures du Japon.
Cyril est l'enfant préféré de ses parents. Dans ses lettres à Lady Mount-Temple, Constance mentionne constamment Cyril. Vyvyan, en revanche, est rarement mentionné, sauf pour exprimer des inquiétudes. En 1891 les Wilde font peindre le portrait de Cyril mais pas de Vyvyan. Constance envoie la photo de Cyril à Lady Mount-Temple, mais ne propose pas de photo de Vyvyan. Lady Mount-Temple, qui élève des oiseaux, envoie à Cyril deux canaris, mais apparemment rien à Vyvyan. Cyril accompagne son père à la gare, mais pas Vyvyan. Cyril est appelé « Oiseau chéri » par sa mère, Vyvyan n'est pas décrit en termes aussi ouvertement affectueux. La bonne qui s'occupe des deux garçons fait de son mieux pour compenser ce qu'elle considère comme une inégalité de traitement, ce qui énerve beaucoup Constance. Une fois adulte, Vyvyan Holland se rappelle :
« J'ai toujours été conscient du fait que mon père et ma mère préféraient mon frère à moi ; il semble que c'est un instinct pour les parents de préférer leur premier-né... Je n'étais pas aussi robuste que mon frère, et je n'étais pas le dernier pour les enfantillages, ce qui a probablement irrité la sensibilité esthétique de mon père... Et surtout, mes deux parents avaient espéré une fille ».
Vyvyan se souvient de son père jouant avec ses fils avec un plaisir enfantin, à genoux faisant semblant d'être un lion ou un loup. Vyvyan décrit l'écrivain comme un père aimant et dévoué et leur enfance comme relativement heureuse. Cependant, Oscar est de plus en plus absent. La diva d'opéra Nellie Melba raconte qu'Oscar avertit un jour ses garçons que des choses terribles arrivent aux vilains garçons qui font pleurer leur mère. L'un d'eux répond en demandant ce qui arrive aux méchants pères, dehors jusqu'au petit matin, qui font pleurer encore davantage leur mère.
Constance est obsédée par la santé de ses enfants et l'effet du brouillard de Londres sur eux la préoccupe particulièrement. Vyvyan est souvent envoyé à Reading pour rester avec l'ami de Constance, Jean Palmer, l'épouse de Walter Palmer, des biscuits Huntley & Palmer. Elle a l'habitude de séparer les garçons : ils passent souvent leurs vacances dans des endroits différents et, plus tard, lorsqu'il s'agit de leur éducation, dans différentes écoles.
Lorsque le scandale autour de l'homosexualité d'Oscar Wilde éclate après l'accusation de Lord Queensbury, Constance retire ses fils de l'école. Elle garde un temps Vyvyan avec elle à Londres, puis l'envoie avec Cyril dans leur famille en Irlande. Tout le mobilier de leur maison de Tite Street est vendu aux enchères, y compris les jouets des enfants. Constance étant à découvert à la banque, ses amis et parents payent une gouvernante française, Mademoiselle Schuwer, et couvrent leurs frais de voyage et de séjour à Glion, une station isolée des Alpes suisses. Son oncle Otho lui sert de précepteur dans sa maison de Bevaix. En octobre 1895, la famille change de nom : Vyvyan Wilde devient Vyvyan Holland, du nom de son oncle Otho Holland.
En avril 1896, Constance et ses fils déménagent en Allemagne, à Heidelberg. Lorsque Vyvyan commence sa scolarité à Monte-Carle, la princesse Alice de Monaco, amie de Margaret Brooke et d'Oscar, décide de le rencontrer au Grimaldi Palace. Très doué en langues, il écrit à sa mère en italien.
Cyril et Vyvyan n'assistent pas à l'enterrement de leur mère, décédée le 7 avril 1898 des suites d'une opération. La nouvelle leur est annoncée par leurs écoles respectives. Écrivant des années après son décès, Vyvyan se rappelle : « Mon chagrin pour ma mère était très sincère et profond. Je l'adorais et tout le poids du monde sembla s'abattre sur moi après sa mort ». Cyril et Vyvyan finissent leur année scolaire puis rentrent en Angleterre où ils sont élevés par leur grand-tante Mary Napier et sa fille Lizzie. Adrian Hope est leur tuteur attitré.
Leur père Oscar meurt le 30 novembre 1900. Lorsque le recteur de l'école annonce la nouvelle à Vyvyan, celui-ci reste complètement perplexe, car sa famille lui avait fait croire qu'il était déjà mort depuis longtemps. À la mort d'Adrian Hope, Robbie Ross rentre en contact avec Cyril et Vyvyan. Exécuteur littéraire d'Oscar, il restitue tous les bénéfices financiers de l’œuvre de leur père à Cyril et Vyvyan.

### Scolarité
Au printemps 1894, Constance envoie Vyvyan dans une école primaire assez traditionnelle, Hildersham House à Broadstairs. L'air de l'estuaire est probablement considéré comme bénéfique pour Vyvyan, perpétuellement malade, et le directeur M. Snowden est réputé gentil.
En 1896, Constance inscrit ses fils dans une école allemande à Heidelberg. Les garçons, qui n'ont jusqu'alors qu'une expérience très limitée de l'école, sont très désobéissants. Les écoles pratiquent les châtiments corporels. Lorsque Vyvyan est frappé à la tête avec une règle par l'un de ses maîtres, Cyril donne un coup de pied au maître sur les tibias. Les garçons sont expulsés de ce premier établissement presque immédiatement. Dans une deuxième école, ce n'est pas le personnel mais les élèves qui sont agressés par Cyril et Vyvyan. Elle les inscrit finalement à l'école anglaise de la ville, Neuenheim College où la plupart des maîtres sont britanniques. Vyvyan n’y est pas heureux. Sa mère l'inscrit au début de l'année 1898 dans une école de jésuites à Monaco.
Très intéressé par le catholicisme, Vyvyan est envoyé à l'internat jésuite de Stonyhurst College en 1899.
Par hostilité envers son père, on refuse de l'admettre à l'Université d'Oxford et, à partir de 1905, il étudie le droit à Trinity Hall, qui fait partie de l'Université de Cambridge ; cependant, lassé de ses études, il les abandonne en 1907. À l’âge de 22 ans, il reprend ses études de droit et devient avocat en 1912.

### Première guerre mondiale
Le 20 juillet 1909, il accompagne le vieil ami de son père, Robert Ross, au transfert des restes de son père du cimetière parisien de Bagneux à celui du Père-Lachaise à Paris. Il commence à écrire de la poésie et des nouvelles. En 1913 il épouse sa première femme, Craigie Violet. Il utilise le nom de Wilde une seule fois, peu de temps avant la guerre lors d'un voyage à Venise, mais il est tellement dérangé par les journalistes italiens qu'il décide de reprendre son nom de Holland.
Au début de la Première Guerre mondiale en 1914, il est d’abord affecté comme sous-lieutenant dans le corps des interprètes, puis est transféré au 114e bataillon de la 25e brigade de la Royal Field Artillery. Son frère aîné, Cyril, officier de carrière, est tué à la bataille de Neuve-Chapelle en mai 1915.
Démobilisé le 27 juillet 1919, Vyvyan Holland est fait officier de l’ordre de l’Empire britannique.

### Carrière et famille
À la mort de l'acteur Sir George Alexander en 1918, Vyvyan récupère les droits de The Importance of Being Earnest et Lady Windermere's Fan.
Après la guerre, il devient auteur et traducteur.
Au début de la Seconde Guerre mondiale, on lui offre un poste de traducteur et de rédacteur pour la BBC, poste qu’il occupe pendant six ans. En septembre 1943, il épouse sa seconde femme, Dorothy Thelma Helen Besant, une esthéticienne (née à Melbourne en Australie le 19 juin 1910, morte le 1er mars 1995 à Londres), arrière-petite-nièce de la théosophe Annie Besant.
En 1947, il part avec sa femme pour l’Australie et la Nouvelle-Zélande, où Mme Holland est invitée à donner des conférences sur la mode vestimentaire dans l’Australie du XIXe siècle.
Leur seul enfant, Merlin Holland, devient éditeur, commerçant en verres et céramiques, et écrivain. À ce dernier titre il publie plusieurs ouvrages sur son grand-père. Lucian, le fils de Merlin, est né en 1979.
Vyvyan Holland meurt à Londres en 1967, âgé de 80 ans.

## Œuvres traduites en français
- Oscar Wilde, Hachette, 1962
- Fils d'Oscar Wilde, Flammarion
- Goya, Hachette, 1963